# رامون ریس
رامون ریس (انگلیسی: Ramón Reyes; ۸ اکتبر ۱۹۳۷ – ۲۳ مهٔ ۲۰۱۴) بازیکن بسکتبال اهل پاناما بود.